# Mistrzostwa Świata w Łucznictwie Polowym 1992
13. Mistrzostwa Świata w Łucznictwie Polowym odbyły się w dniach 1–7 czerwca 1992 w Margraten (Holandia). Zawodniczki i zawodnicy startowali w konkurencji łuków dowolnych, gołych oraz bloczkowych. Po  raz pierwszy rozegrano zawody drużynowe.
Polacy nie startowali.

## Medaliści

### Kobiety
| Konkurencja:     | Złoto:                                                           | Srebro:                                              | Brąz:                                                      |
| łuk dowolny      | Carole Ferriou                                                   | Cathérine Pellen                                     | Judi Adams                                                 |
| łuk goły         | Nadine Visconti                                                  | Trish Lovell                                         | Christina Turolla                                          |
| łuk bloczkowy    | Susanne Kessler                                                  | Cecile Loutan                                        | Valérie Fabre                                              |
| zawody drużynowe | Włochy · Christina Turolla · Carmen Ceriotti · Lara Maccarinelli | Szwecja · Asa Johsson · Jenny Sjowall · Ylva Haglund | Francja · Nadine Visconti · Carole Ferriou · Valérie Fabre |

### Mężczyźni
| Konkurencja:     | Złoto:                                                         | Srebro:                                                               | Brąz:                                                    |
| łuk dowolny      | Jay Barrs                                                      | Jean-Paul Laury                                                       | Göran Bjerendal                                          |
| łuk goły         | Anders Rosenberg                                               | Mats Palmer                                                           | Jean-François Maranzana                                  |
| łuk bloczkowy    | Morgan Lundin                                                  | Niels Baldur                                                          | Paw Lassen                                               |
| zawody drużynowe | Australia · Tony Pitt-Lancaster · Matthew Gray · Clint Freeman | Francja · Jean-François Maranzana · Jean-Paul Laury · Dominique Guyon | Wielka Brytania · Roy Mundon · Allan Scovell · Ben Jones |

## Klasyfikacja medalowa
| Lp. | Państwo           | Złoto | Srebro | Brąz | Razem |
| 1.  | Francja           | 2     | 3      | 3    | 8     |
| 2.  | Szwecja           | 2     | 2      | 1    | 5     |
| 3.  | Dania             | 1     | 1      | 1    | 3     |
| 4.  | Stany Zjednoczone | 1     | 0      | 1    | 2     |
| 4.  | Włochy            | 1     | 0      | 1    | 2     |
| 6.  | Australia         | 1     | 0      | 0    | 1     |
| 7.  | Wielka Brytania   | 0     | 1      | 1    | 2     |
| 7.  | Szwajcaria        | 0     | 1      | 0    | 1     |